# Dasyhelea hippolytae
Dasyhelea hippolytae är en tvåvingeart som beskrevs av John William Scott Macfie 1935. Dasyhelea hippolytae ingår i släktet Dasyhelea och familjen svidknott. Inga underarter finns listade i Catalogue of Life.